# Astragalus frickii
Astragalus frickii är en ärtväxtart som beskrevs av Aleksandr Andrejevitj Bunge. Astragalus frickii ingår i släktet vedlar, och familjen ärtväxter. Inga underarter finns listade i Catalogue of Life.